# Hederin
Hederiny jsou přírodní glykosidy vyskytující se v břečťanu. Například α-hederin byl prokázán v břečťanu popínavém (Hedera helix). α-Hederin stejně jako β-hederin a další saponiny z břečťanu se v současnosti intenzivně studují v medicínské praxi, kde se ukazuje, že mají antiparazitální účinky (např. Leishmania). Nevýhodou těchto nadějných léčiv leishmanióz je to, že působí toxicky na lidské buňky.